# Devise
Devise là một xã ở tỉnh Somme, vùng Hauts-de-France, Pháp.
Thị trấn này tọa lạc trên đường D45, hai bên bờ sông Omignon, một chi lưu của sông Somme, khoảng 14 dặm Anh về phía tây của Saint-Quentin.

## Dân số
| 1962                                                           | 1968 | 1975 | 1982 | 1990 | 1999 |
| -------------------------------------------------------------- | ---- | ---- | ---- | ---- | ---- |
| 89                                                             | 91   | 64   | 60   | 69   | 76   |
| Số liệu điều tra dân số từ năm 1962, dân số không tính hai lần |      |      |      |      |      |